# 平衡細胞

根の平衡細胞の模式図。1:細胞壁、2:小胞体、3:原形質連絡、4:細胞核、5:ミトコンドリア、6:細胞質、7:アミロプラスト、8:根、9:根冠、10:平衡細胞

平衡細胞(statocyte)は、植物の根冠に存在する細胞で重力屈性に関わっていると考えられている。デンプンが詰まった細胞小器官であるアミロプラストが細胞の下部に堆積して異なった成長パターンを示し、根を垂直軸方向に向ける。